# Nicola Citro
Nicola Citro (Salerno, 27 maggio 1989) è un calciatore italiano, attaccante del Brindisi.

## Caratteristiche tecniche
Si tratta di un agile attaccante di piede mancino, abile nel dribbling, che può disimpegnarsi sia nel ruolo di seconda punta sia in quello di esterno offensivo, preferibilmente a destra, per potersi accentrare e calciare in porta.

## Carriera
Nella stagione 2005-2006 all'età di 17 anni esordisce in Promozione con la Sanseverinese, giocando una partita; a partire dalla stagione seguente conquista il posto da titolare, segnando 13 reti in 26 presenze; nella stagione 2007-2008 va invece a segno 7 volte in 20 presenze. A fine anno lascia la squadra e si trasferisce all'Ebolitana, con cui nella stagione 2008-2009 a 19 anni esordisce in Eccellenza, categoria in cui realizza 9 gol in 27 presenze. Nella stagione 2009-2010 ottiene sempre con l'Ebolitana (con cui segna 13 gol in 26 presenze) un secondo posto in classifica, con successiva promozione in Serie D dopo aver battuto nei play-off Vis Nocera Superiore, Arzanese ed Isernia ed aver vinto la Coppa Italia Dilettanti Campania, con conseguente partecipazione anche alla Coppa Italia Dilettanti; viene riconfermato dall'Ebolitana anche per la stagione 2010-2011, nella quale gioca 15 partite in Serie D e vince il girone I, ottenendo così la promozione in Lega Pro Seconda Divisione.
Nell'estate del 2011 viene però ceduto dall'Ebolitana al Valle Grecanica, club calabrese di Serie D, con la cui maglia nella stagione 2011-2012 segna 4 reti in 11 presenze nel massimo campionato dilettantistico; passa poi al Città di Messina, sempre nella medesima categoria, con cui nella stagione 2012-2013 realizza 10 reti in 31 incontri disputati, contribuendo così al quarto posto finale della sua squadra, che perde il primo turno di play-off sul campo della Gelbison. Nell'estate del 2013 cambia nuovamente squadra, accasandosi al Marcianise; con i campani mette a segno 22 gol (grazie ai quali è capocannoniere del girone H) in 32 presenze in Serie D, campionato nel quale i gialloverdi si classificano quinti venendo poi sconfitti dal Taranto nel primo turno dei play-off.
Nell'estate del 2014 Citro passa al Trapani, formazione di Serie B; nel corso della stagione 2014-2015 gioca una partita in Coppa Italia e 12 partite in campionato; viene riconfermato dai siciliani anche per la stagione 2015-2016, nella quale viene scende in campo con maggiore frequenza e segna anche le sue prime reti nel campionato cadetto, che termina con 37 presenze e 12 reti; successivamente gioca anche i play-off, nei quali scende in campo sia nella semifinale di andata che in quella di ritorno, nella quale segna anche la rete del definitivo 2-0; gioca inoltre nella finale di ritorno pareggiata per 1-1 allo Stadio Polisportivo Provinciale di Trapani contro il Pescara, nel corso della quale segna il gol del momentaneo 1-0 per la sua squadra (suo quattordicesimo gol stagionale fra campionato e play-off). In giugno prolunga il contratto fino al 2018
Rimane così in rosa con i siciliani anche nella stagione 2016-2017, che si conclude con la retrocessione in Lega Pro della squadra granata dopo un quadriennio in Serie B; in questa stagione disputa 30 partite di campionato, nelle quali realizza 5 reti.
Il 23 agosto 2017 passa al Frosinone con la formula del prestito con obbligo di riscatto; al termine della stagione, a seguito della conquista della massima serie dopo la vittoria dei play-off, viene riscattato dai ciociari. Il 17 agosto 2018 si trasferisce al Venezia, in prestito con diritto di riscatto; al termine della stagione ritorna al Frosinone dopo il mancato riscatto da parte del Venezia. 
Il 5 ottobre 2020 firma un contratto biennale con il Bari; il 7 febbraio 2021, durante la partita persa contro la Viterbese, subisce una lesione al legamento crociato del ginocchio sinistro che lo porta a concludere la stagione anzitempo, con un totale di 15 presenze ed una rete nel campionato di Serie C, categoria nella quale gioca anche nella stagione successiva, sempre con il club biancorosso. Il 30 giugno 2022 lascia la squadra biancorossa alla scadenza del contratto.
Il 16 settembre 2022 firma un contratto annuale con la Pistoiese, in Serie D. Dopo aver messo a segno 12 presenze e 3 reti con la Pistoiese, il 23 dicembre seguente firma un contratto fino a fine stagione con il Casarano, sempre in Serie D, restando nel club pugliese fino al termine della stagione 2023-2024.
Il 17 luglio 2024 firma un contratto con il Matera, sempre in Serie D, e nel dicembre dello stesso anno dopo 3 reti segnate in 11 partite di campionato giocate con la maglia del club lucano, viene annunciata la sua cessione ai pugliesi del Brindisi, altro club di Serie D.

## Statistiche

### Presenze e reti nei club
Statistiche aggiornate al 18 maggio 2024.
| Stagione             | Squadra              | Campionato           | Campionato | Campionato | Coppe nazionali | Coppe nazionali | Coppe nazionali | Coppe continentali | Coppe continentali | Coppe continentali | Altre coppe | Altre coppe | Altre coppe | Totale | Totale |
| Stagione             | Squadra              | Comp                 | Pres       | Reti       | Comp            | Pres            | Reti            | Comp               | Pres               | Reti               | Comp        | Pres        | Reti        | Pres   | Reti   |
| -------------------- | -------------------- | -------------------- | ---------- | ---------- | --------------- | --------------- | --------------- | ------------------ | ------------------ | ------------------ | ----------- | ----------- | ----------- | ------ | ------ |
| 2005-2006            | Sanseverinese        | Prom.                | 1          | 0          |                 |                 |                 |                    |                    |                    |             |             |             | 1      | 0      |
| 2006-2007            | Sanseverinese        | Prom.                | 26         | 13         |                 |                 |                 |                    |                    |                    |             |             |             | 26     | 13     |
| 2007-2008            | Sanseverinese        | Prom.                | 20         | 7          |                 |                 |                 |                    |                    |                    |             |             |             | 20     | 7      |
| Totale Sanseverinese | Totale Sanseverinese | Totale Sanseverinese | 47         | 20         |                 |                 |                 |                    |                    |                    |             |             |             | 47     | 20     |
| 2008-2009            | Ebolitana            | Ecc.                 | 27         | 9          |                 |                 |                 |                    |                    |                    |             |             |             | 27     | 9      |
| 2009-2010            | Ebolitana            | Ecc.                 | 24+2       | 13         |                 |                 |                 |                    |                    |                    |             |             |             | 26     | 13     |
| 2010-2011            | Ebolitana            | D                    | 15         | 0          | CI-D            | 0               | 0               |                    |                    |                    |             |             |             | 15     | 0      |
| Totale Ebolitana     | Totale Ebolitana     | Totale Ebolitana     | 68         | 22         | 0               | 0               |                 |                    |                    |                    |             |             |             | 68     | 22     |
| 2011-2012            | Valle Grecanica      | D                    | 11         | 4          | CI-D            | 0               | 0               |                    |                    |                    |             |             |             | 11     | 4      |
| 2012-2013            | Città di Messina     | D                    | 31         | 10         | CI-D            | 0               |                 | 0                  |                    |                    |             |             |             | 31     | 10     |
| 2013-2014            | Marcianise           | D                    | 32         | 21         | CI-D            | 0               | 0               |                    |                    |                    |             |             |             | 32     | 21     |
| 2014-2015            | Trapani              | B                    | 12         | 0          | CI              | 1               | 0               |                    |                    |                    |             |             |             | 13     | 0      |
| 2015-2016            | Trapani              | B                    | 37+3       | 12+2       | CI              | 2               | 0               | -                  | -                  | -                  | -           | -           | -           | 42     | 14     |
| 2016-2017            | Trapani              | B                    | 30         | 5          | CI              | 0               | 0               | -                  | -                  | -                  | -           | -           | -           | 30     | 5      |
| Totale Trapani       | Totale Trapani       | Totale Trapani       | 79+3       | 17+2       |                 | 3               | 0               |                    | -                  | -                  |             | -           | -           | 85     | 19     |
| 2017-2018            | Frosinone            | B                    | 31+3       | 4          | CI              | 0               | 0               | -                  | -                  | -                  | -           | -           | -           | 34     | 4      |
| 2018-2019            | Venezia              | B                    | 17         | 5          | CI              | 0               | 0               | -                  | -                  | -                  | -           | -           | -           | 17     | 5      |
| 2019-2020            | Frosinone            | B                    | 17+1       | 2          | CI              | 3               | 1               | -                  | -                  | -                  | -           | -           | -           | 21     | 3      |
| Totale Frosinone     | Totale Frosinone     | Totale Frosinone     | 48+4       | 6          |                 | 3               | 1               |                    | -                  | -                  |             | -           | -           | 55     | 7      |
| 2020-2021            | Bari                 | C                    | 15         | 1          | CI              | -               | -               | -                  | -                  | -                  | -           | -           | -           | 15     | 1      |
| 2021-2022            | Bari                 | C                    | 11         | 1          | CI-C            | 0               | 0               | -                  | -                  | -                  | SC-C        | 2           | 2           | 13     | 3      |
| Totale Bari          | Totale Bari          | Totale Bari          | 26         | 2          |                 | 0               | 0               |                    | -                  | -                  |             | 2           | 2           | 28     | 4      |
| set.-dic. 2022       | Pistoiese            | D                    | 12         | 3          | CI-D            | 1               | 0               | -                  | -                  | -                  | -           | -           | -           | 13     | 3      |
| dic. 2022-giu. 2023  | Casarano             | D                    | 15+1       | 6          | CI-D            | -               | -               | -                  | -                  | -                  | -           | -           | -           | 16     | 6      |
| 2023-2024            | Casarano             | D                    | 32+1       | 4          | CI-D            | 3               | 1               | -                  | -                  | -                  | -           | -           | -           | 36     | 5      |
| Totale Casarano      | Totale Casarano      | Totale Casarano      | 47+2       | 10         |                 | 3               | 1               |                    | -                  | -                  |             | -           | -           | 52     | 11     |
| Totale carriera      | Totale carriera      | Totale carriera      | 136+11     | 119+2      |                 | 10              | 2               |                    | -                  | -                  |             | 2           | 2           | 458    | 125    |

## Palmarès

### Club

#### Competizioni nazionali
- Serie D: 1

Ebolitana: 2010-2011 (girone I)
- Serie C: 1

Bari: 2021-2022 (girone C)

#### Competizioni regionali
- Coppa Italia Dilettanti Campania: 1

Ebolitana: 2009-2010